# Oslo Gospel Choir
Oslo Gospel Choir är en gospelkör från Oslo i Norge, grundad 1988 av Tore W Aas, som fortfarande leder kören. Kören, som är känd i hela Europa och en av Nordens mest kända gospelkörer, har sedan 1988 gett över 20 skivor och sjungit med flera kända artister, såsom Elisabeth Andreassen, Andraé Crouch, Sigvardt Dagsland, Sissel Kyrkjebø och Tommy Körberg. En av körens mest kända produktioner är musikmässan Gloria (1996) som består av musik komponerad och arrangerad av Tore W Aas, med starka intryck från norsk folkmusik.

## Diskografi
- 1990 Live - Noah
- 1991 Get together - Stageway Records
- 1992 In This House - Stageway Records
- 1994 Tusen Julelys - BMG Ariola
- 1994 The Christmas Way - BMG Ariola
- 1994 Get Up - BMG Ariola
- 1996 Gloria - BMG
- 1997 Live in Paris - Norske Gram
- 1998 Reaching Heaven - Master Music
- 1998 Celebrate - Norske Gram
- 1998 Julenatt - Norske Gram
- 1999 Power - Norske Gram (Med Calvin Bridges)
- 2000 Stilla natt - EMI/Norske Gram (Med Tommy Körberg)
- 2001 Live in Chicago - EMI/Norske Gram
- 2002 Det skjedde i de dager - Kirkelig kuturveksted (Med prinsesse Märtha Louise og Sigvart Dagsland)
- 2003 Salmeskatt - Kirkelig kuturveksted
- 2004 JOY - Kirkelig kuturveksted
- 2005 Lys i mørket - Kirkelig kuturveksted (Med Mia Gundersen og Bjarte Hjelmeland)
- 2005 We lift our hands - GMI Music
- 2006 We lift our hands - Part two - GMI Music
- 2006 This is the day - Live in Montreux
- 2006 This is the day - Live in Montreux - part two
- 2008 20 years 20 songs
- 2009 Credo
- 2012 Above all